# برونو هنريكي دي سوزا
برونو هنريكي دي سوزا (بالبرتغالية: Bruno Henrique de Sousa‏) هو لاعب كرة قدم برازيلي، ولد في 25 أكتوبر 1992.